# Sailor Springs
Sailor Springs és una població dels Estats Units a l'estat d'Illinois. Segons el cens del 2000 tenia 128 habitants.

## Demografia
Segons el cens del 2000, Sailor Springs tenia 128 habitants, 52 habitatges, i 34 famílies. La densitat de població era de 197,7 habitants/km².
Dels 52 habitatges en un 30,8% hi vivien nens de menys de 18 anys, en un 50% hi vivien parelles casades, en un 13,5% dones solteres, i en un 34,6% no eren unitats familiars. En el 30,8% dels habitatges hi vivien persones soles el 19,2% de les quals corresponia a persones de 65 anys o més que vivien soles. El nombre mitjà de persones vivint en cada habitatge era de 2,46 i el nombre mitjà de persones que vivien en cada família era de 3,03.
Per edats la població es repartia de la següent manera: un 31,3% tenia menys de 18 anys, un 6,3% entre 18 i 24, un 25,8% entre 25 i 44, un 17,2% de 45 a 60 i un 19,5% 65 anys o més.
L'edat mediana era de 36 anys. Per cada 100 dones de 18 o més anys hi havia 69,2 homes.
La renda mediana per habitatge era de 21.563 $ i la renda mediana per família de 21.875 $. Els homes tenien una renda mediana de 36.250 $ mentre que les dones 19.250 $. La renda per capita de la població era de 12.785 $. Aproximadament el 19% de les famílies i el 22,3% de la població estaven per davall del llindar de pobresa.

## Poblacions més properes
El següent diagrama mostra les poblacions més properes.